# Ribāt
Ribāt (arabisch رباط, DMG ribāṭ ‚Bindung, Stationierung, Postierung‘) war die arabische Bezeichnung für Grenzbefestigungen an der Grenze des islamischen Gebietes (Dār al-Islām) zur Durchführung des kriegerischen Dschihad in den ersten Jahrhunderten der islamischen Expansion. Der Begriff konnte abhängig vom Kontext unterschiedliche Bedeutungen haben. Später wurde Ribāt zur Bezeichnung für einen Sufi-Konvent.

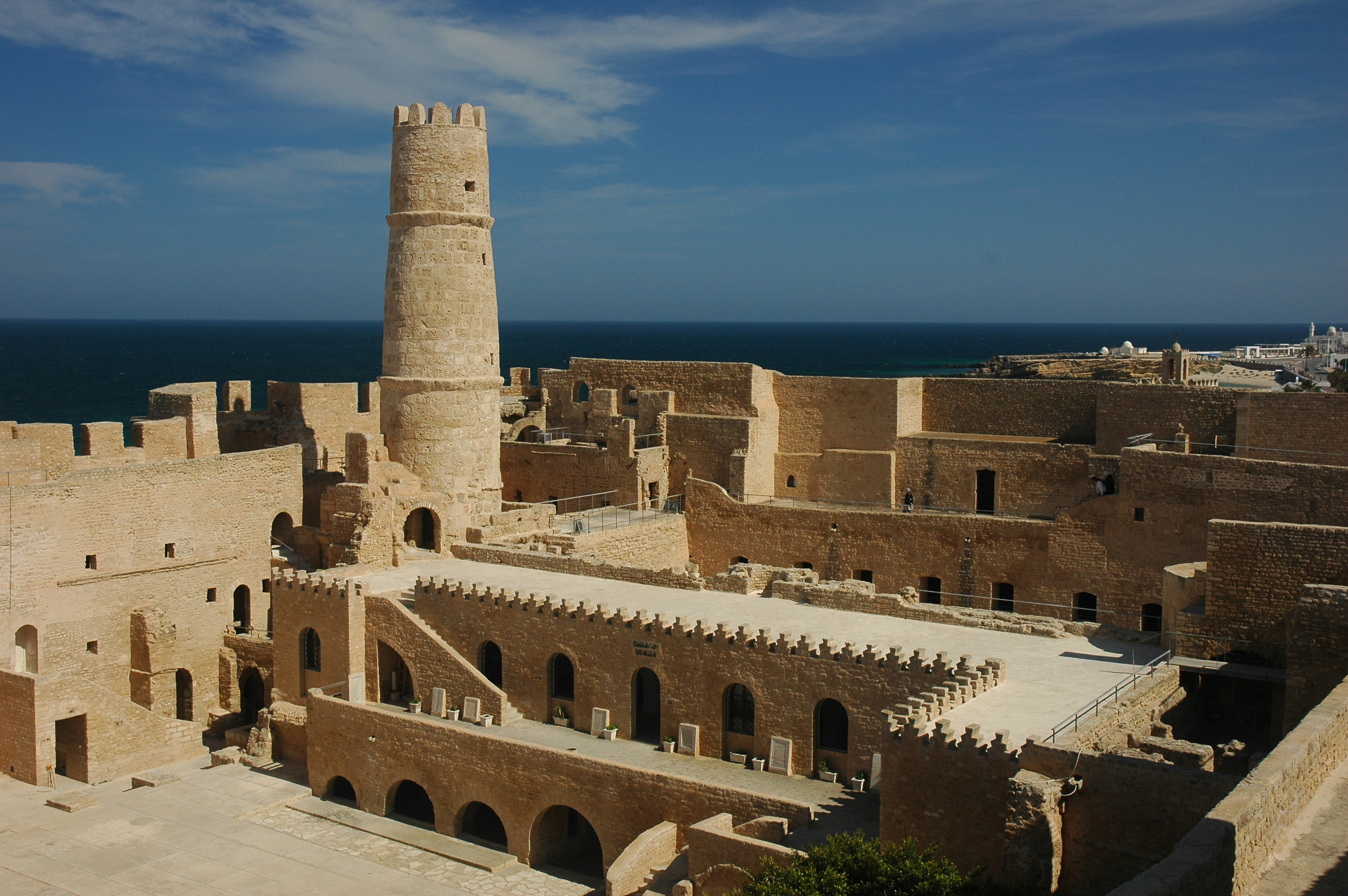
Ribat von Monastir

## Ribāt als Grenzfestung

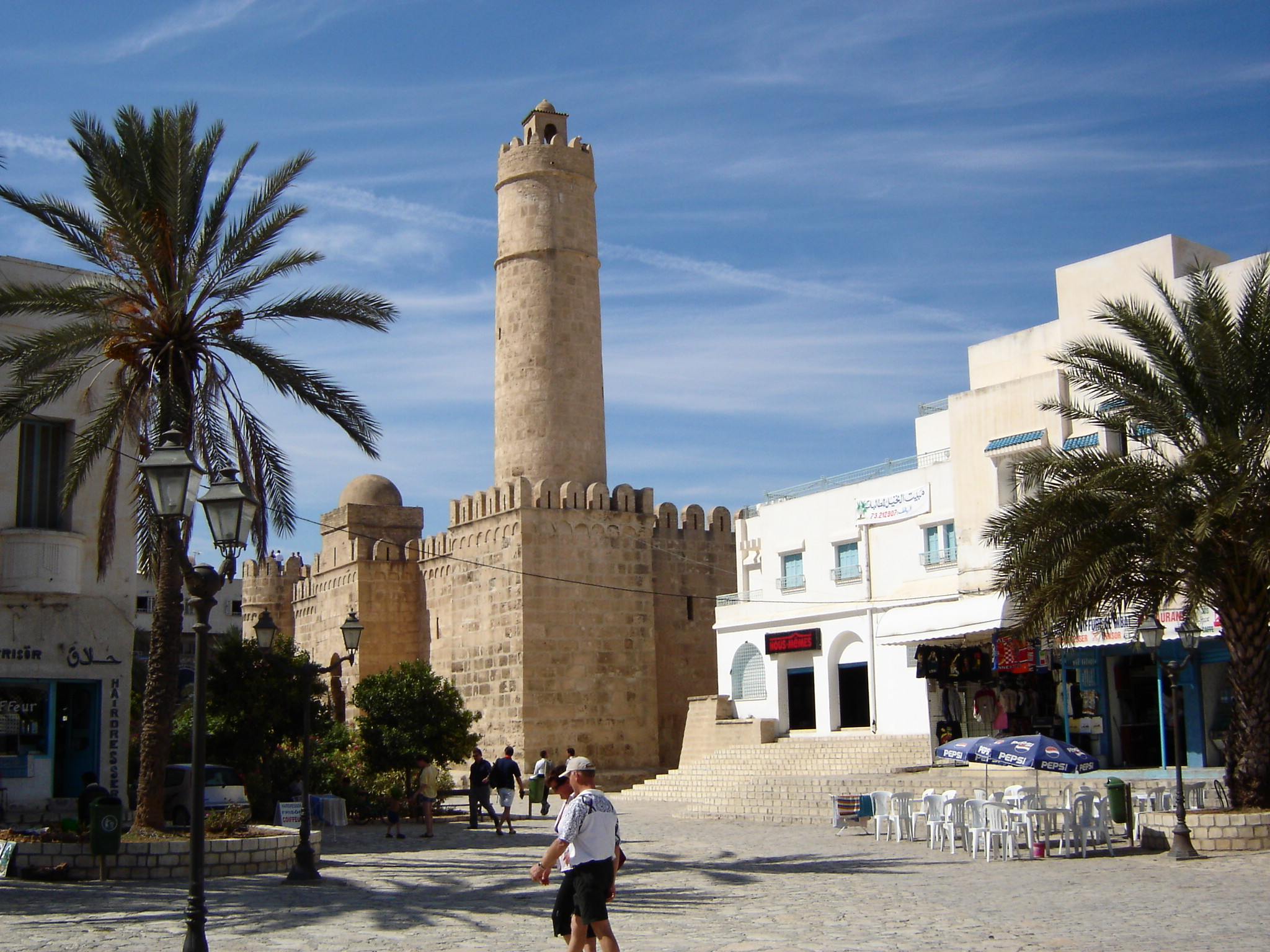
Der Ribat von Sousse

Der Ribāṭ ist der Ort, wo die Muslime ihre Reittiere versammelt und festgebunden (rabaṭa) hatten; seine Entstehung ging somit auf die religiöse Pflicht des Dschihad, auf die militärische Ausbreitung des islamischen Gebietes und dessen Verteidigung zurück. Diese militärischen Festungen boten auch den Bewohnern der gefährdeten Gebiete weitgehenden Schutz. Das Bauen einer Festung, oder die Erweiterung eines bestehenden Ribats galt als frommes Werk. Sie entstanden entlang der Demarkationslinie zu den nichtislamischen (meist christlichen) Gebieten (Dār al-Harb): Im islamischen Osten nannte man sie thagr (Pl. thugūr), im islamischen Westen und in al-Andalus hießen sie Festung (hisn) oder Kastell (qasr). Das Wort ribat ist auch ein nomen actionis und bezeichnet somit eine Tätigkeit im Sinne von „an der Grenze stationiert sein“. Die nordafrikanischen Lokalhistoriker und Biografen, die die Ribats detailliert beschreiben, verwenden den Begriff ausschließlich in diesem Sinne. Derjenige, der sich auf diesem Posten aufhält, ist ein Murābiṭ/Plural: Murābiṭūn: ein aktiver Kämpfer im Ribāṭ. Zur weiteren Bedeutung siehe: murābiṭ.
Die Bewohner der Festungen waren nicht nur kampfbereite Soldaten, sondern auch Gelehrte, die sich der moralischen Unterstützung der Kämpfer widmeten.
Der erste Ribāṭ in Nordafrika ist gegen Ende des 8. Jahrhunderts in Monastir an der Mittelmeerküste errichtet worden. Lokalen Überlieferungen zufolge war der Aufenthalt in Monastir besonders verdienstvoll: „Monastir ist eines der Tore des Himmelreichs“ heißt es in einem auf den Propheten Mohammed zurückgeführten Spruch. Der Ribāṭ von Monastir ist eine Gründung des Emirs von Ifrīqiyā Harṯama ibn Aʿyan († 796) auf den Resten einer byzantinischen Klosteranlage. Mosaikreste, die man während Renovierungsarbeiten neben den Fundamenten des Turms aufgefunden hatte, sind zugeschüttet worden. Die Zisternen stiftete der Aghlabidenherrscher Abu Ibrahim Ahmad († 863). Da aber die Gelder aus dem Besitz des Herrschers – somit aus dubioser Quelle – kamen, weigerten sich manche Asketen, die sich dort als murābiṭūn aufgehalten haben, das Wasser aus diesen Zisternen zu trinken.
Der militärische und religiöse Charakter des Ribats drückt sich auch in der Architektur aus. Der in seiner Originalform am besten erhaltene Ribat von Sousse aus der Zeit der Aghlabiden hatte im Obergeschoss eine Moschee mit Wohneinheiten und einem Wehrturm, während im Erdgeschoss Lagerräume um den weiten Innenhof angeordnet waren.
Das islamische Befestigungssystem durch Ribats reichte geografisch bis an die Grenzen der Provinz Guadalajara (Wādī ʾl-Ḥiǧāra) in Zentralspanien. Ende des 9. Jahrhunderts beteiligten sich muslimische Truppen aus dieser Region an dem Dschihad gegen Alfonso III. Die marokkanische Hauptstadt Rabat wurde als Ribat gegründet und entsprechend benannt.
Für Ribats in Transoxanien und Chorasan in samanidischer Zeit (9. bis Anfang 11. Jahrhundert) war die Stiftung durch den Herrscher typisch, während die Kämpfer mehrheitlich zeitlich befristet und als Privatpersonen von den Ribats aus Feldzüge durchführten. Sie mussten selbst für ihren Unterhalt sorgen, wobei der Sklavenhandel ein wesentlicher Erwerbszweig war.

## Ribāt als Sufi-Konvent
Nach den ersten Jahrhunderten der islamischen Ausbreitung veränderte sich die Funktion der Ribats. Um das 11. Jahrhundert wurden sie zu Zentren des sufischen Lebens. Zu dieser Zeit begannen auch in Nordwestafrika Sufi-Prediger, ihre Lehren zu verbreiten. Mit dem Heiligenkult, der um diese Islamgelehrten entstand, wandelten sich die ehemaligen Grenzfestungen zu zāwiyas, Zentren von Sufiordensgemeischaften.
Der Bagdader Scheich ʿUmar as-Suhrawardī (gest. 1234) erklärt in seinem Sufi-Handbuch ʿAwārif al-maʿārif in einer gereimten Passage, dass der Bewohner des Ribāt (sākin ar-ribāṭ) die folgenden Regeln einzuhalten habe:
- Abbruch der Beziehung mit den Geschöpfen (al-ḫalq) und Aufnahme der Beziehung mit dem Wahren (al-ḥaqq = Gott),
- Verzicht auf Erwerbsarbeit und Begnügung mit dem Schutze des Verleihers der Mittel (musabbib al-asbāb = Gott),
- Zurückhaltung der Nafs von der Geselligkeit und Vermeidung der Folgen,
- Unablässiger Gottesdienst Tag und Nacht, der an die Stelle jeder Gewohnheit (ʿāda) tritt,
- Beschäftigung mit der Bewahrung der Zeiten (ḥifẓ al-auqāt), Verharren in den Litaneien (mulāzamat al-aurād), Erwartung der Ritualgebete und Vermeidung von Nachlässigkeiten (iǧtināb al-ġaflāt).

Wenn der Gläubige diese Regeln einhalte, werde er zu einem Murābit und Mudschāhid.